# Collipulli
Collipulli – miasto w Chile, w regionie Araukania, w prowincji Malleco.